# Microctenochira cruxflava
Microctenochira cruxflava  (лат.) — вид жуков-щитоносок (Cassidini) из семейства листоедов.
Центральная Америка: Коста-Рика (San Jose), Панама (Bugaba, Chiriqui).
Форма тела уплощённая. Растительноядный вид, питается растениями семейства бигнониевые (Bignoniaceae: Phryganocydia corymbosa).